# Saint-Rémy-en-Comté
 Saint-Rémy-en-Comté es una población y comuna francesa, situada en la región de Franco Condado, departamento de Alto Saona, en el distrito de Vesoul y cantón de Amance.

## Historia
La comuna se denominó Saint-Remy hasta el 4 de noviembre de 2018.

## Demografía
| 1447 | 1492 | 1620 | 1554 | 1356 | 797 | 696 |
| Para los censos de 1962 a 1999 la población legal corresponde a la población sin duplicidades (Fuente: INSEE [Consultar]) |      |      |      |      |     |     |